# Maliyangurki, Bangarapet
Maliyangurki là một làng thuộc tehsil Bangarapet, huyện Kolar, bang Karnataka, Ấn Độ.